# Giovanni Bianchini
Pour les articles homonymes, voir Bianchini et la section Homonyme et paronyme ci-dessous.
Giovanni Bianchini (en latin, Johannes Blanchinus) (1410 – vers 1469) était un professeur de mathématiques et d'astronomie à l'université de Ferrare.

## Biographie
La famille Bianchini, peut-être originaire de Florence, était établie à Bologne.
Bianchini obtient un doctorat ès arts, puis se consacre au commerce. À Venise, où il est marchand, il rencontre Nicolas III d'Este, qui l'amène avec lui en 1427 ; il monte dans la confiance du marquis grâce à sa probité et sa compétence. Il sera par la suite au service, l'un après l'autre, de Lionel d'Este et de Borso d'Este, fils illégitimes de Nicolas et ses successeurs. C'est à Ferrare que Bianchini passe la plus grande partie de sa vie.
Il doit sa célébrité principalement à ses tables astronomiques, utilisant notamment le point décimal. Il est considéré en 2024 comme le précurseur de cette utilisation.  

## Œuvres

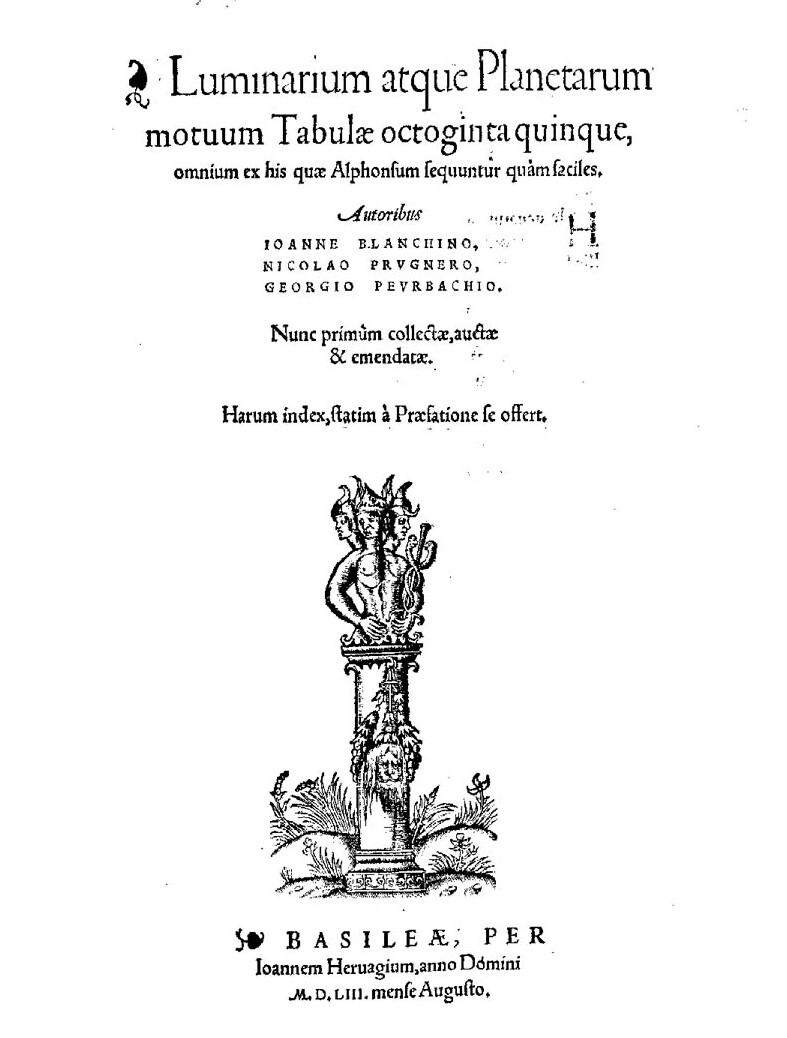
Luminarium atque planetarum motuum tabulae, 1553

- (la) Tabularum Ioannis Blanchini canones, 1495 — Dédicace à Lionel d'Este ; dédicace à Frédéric III.
- (la) Luminarium atque planetarum motuum tabulae octoginta quinque, Basel, Johann Herwagen  (1.), 1553 (lire en ligne) - avec Nikolaus Prugener (de)  —  Réédition. La seconde partie (17 propositions, 26 tables) est de Georg von Peuerbach[2].

### Éponymie
Le cratère lunaire Blanchinus porte son nom.

### Homonyme et paronyme
Il ne faut pas confondre :
| Nom       | Prénom    | Nom latin               | Article             | Naissance | Mort    | Cratère lunaire |
| --------- | --------- | ----------------------- | ------------------- | --------- | ------- | --------------- |
| Biancani  | Giuseppe  | Blancanus               | Giuseppe Biancani   | 1566      | 1624    | Blancanus       |
| Bianchini | Francesco | Blanchinus (veronensis) | Francesco Bianchini | 1662      | 1729    | Bianchini       |
| Bianchini | Giovanni  | Blanchinus              | (présent article)   | 1410      | v. 1469 | Blanchinus      |

Pour les autres Bianchini, qui n'ont pas de cratère sur la Lune, voir la page d'homonymie Bianchini .

### Iconographie
- L'empereur Frédéric III recevant les Tabulae Astrologiae des mains de Giovanni Bianchini, lithographie en couleurs, Biblioteca Ariostea, Ferrare[6]. L'œuvre est attribuée à Giorgio d'Alemagna[7].